# Zgniotek
Zgniotek (Cucujus) – rodzaj chrząszczy z rodziny zgniotkowatych. Gatunkiem typowym jest Cucujus clavipes. Z Europy i z Polski znane są dwa gatunki, zgniotek cynobrowy i zgniotek szkarłatny.
Opisano kilkanaście gatunków:
- Cucujus bicolor Smith, 1851
- Cucujus chinensis Lee & Satô, 2007
- Zgniotek cynobrowy Cucujus cinnaberinus (Scopoli, 1763)
- Cucujus clavipes (Fabricius, 1781)
- Cucujus coccinatus Lewis, 1881
- Cucujus elongatus Lee & Pütz, 2008
- Cucujus grouvellei Reitter, 1877
- Zgniotek szkarłatny Cucujus haematodes Erichson, 1845
- Cucujus kempi Grouvelle, 1913
- Cucujus mniszechi Grouvelle, 1874
- Cucujus nigripennis Lee & Satô, 2007
- Cucujus tulliae Bonacci, Mazzei, Horák & Brandmayr, 2012